# Schönbornstraße 9 (Bad Kissingen)

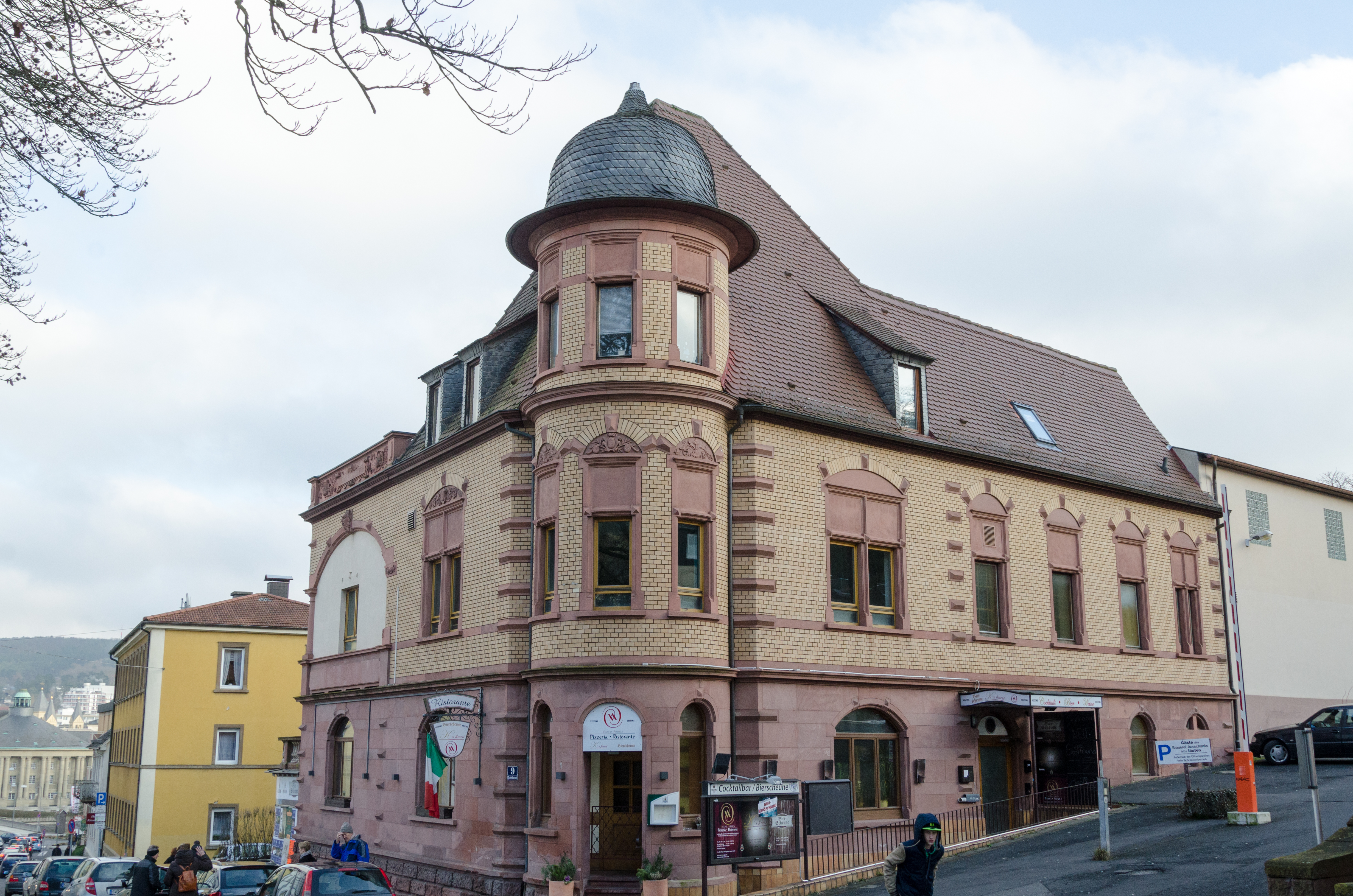
Schönbornstraße 9 in Bad Kissingen

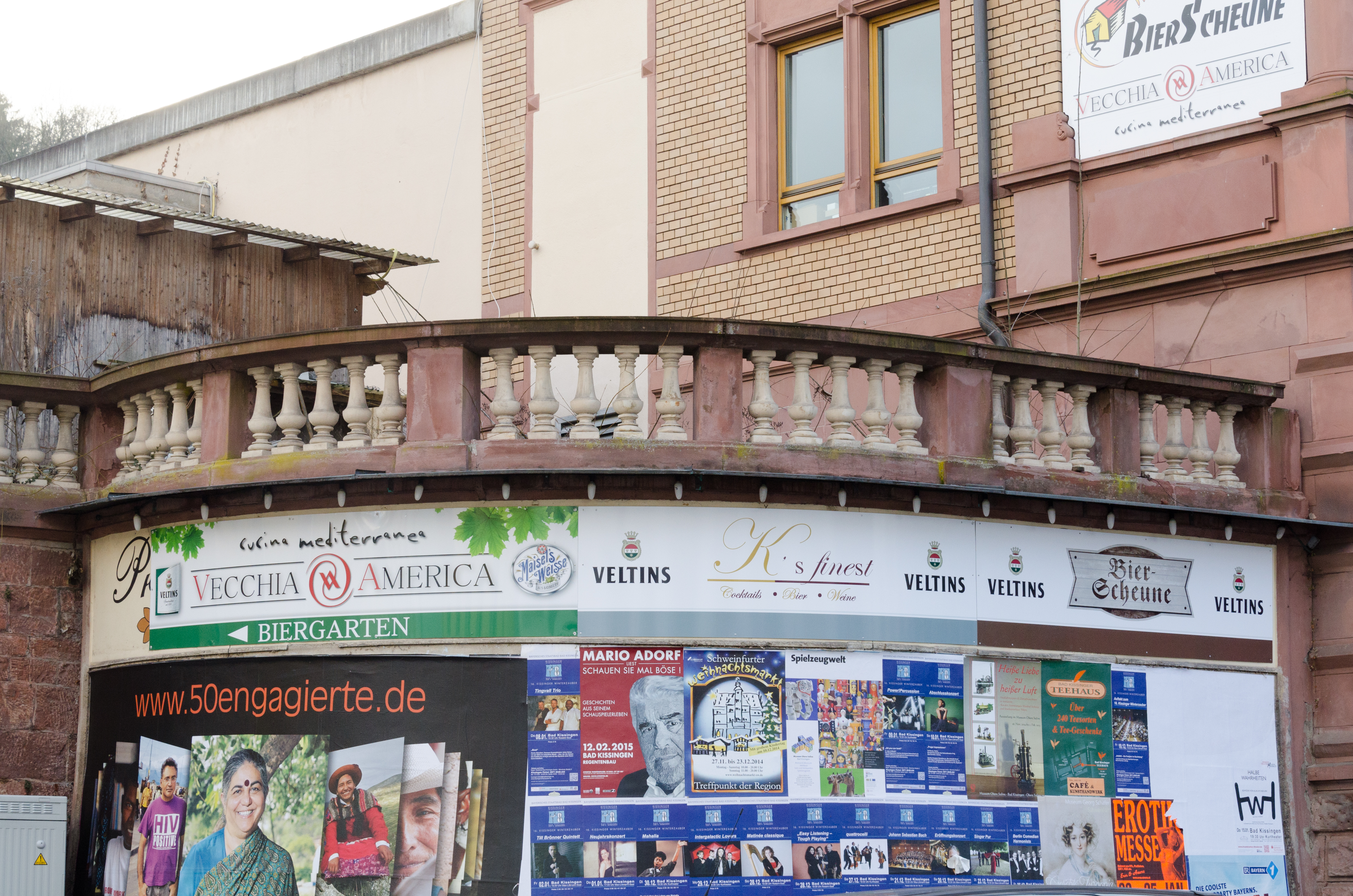
Terrasse mit Balustrade

Das Gasthaus Wahlerbräu Schönbornstraße 9 in Bad Kissingen, der Großen Kreisstadt des unterfränkischen Landkreises Bad Kissingen, gehört zu den Bad Kissinger Baudenkmälern und ist unter der Nummer D-6-72-114-345 in der Bayerischen Denkmalliste registriert.

## Geschichte
Das Anwesen wurde laut Bezeichnung im Jahr 1893 vom Würzburger Architekten Christoph Mayer im Stil der Neurenaissance errichtet. Es handelt sich um einen zweigeschossigen Klinkerbau in Ecklage mit Walmdächern und rundem Eckturm sowie Rotsandsteingliederung. Das Gebäude, das die Ecklage durch seinen Rundturm mit Kuppeldach sowie einer dekorativen Klinker/Haustein-Architektur der 1890er Jahre betont, repräsentierte die früher hinter dem Anwesen befindliche und heute großteils nicht mehr existierende Brauerei.
Zum Gebäude gehört eine gleichzeitig entstandene Terrasse mit Balustrade.